# Jakob Frey
Jakob Frey, född den 13 maj 1824 i Aargau, död där den 30 december 1873, var en schweizisk författare, far till Adolf Frey.
Frey var redaktör i Aarau och i Bern samt en kortare tid sekreterare i Aargaus stora råd. Hans berättelser från Schweiz – Zwischen Jura und Alpen (1858–1862), Schweizerbilder (1864) och Neue Schweizerbilder (1877) – tillhör landets klassiska litteratur. Ett urval utgavs 1897.